# 吳本固
吳本固（1490年—？），字道深，號梅泉，河南汝寧府光州商城縣人，軍籍，明朝政治人物。

## 生平
河南鄉試第七十七名舉人。嘉靖八年（1529年）中式己丑科會試第二百六十九名，登第三甲第九十二名進士。嘉靖九年（1530年）任湖廣蒲圻縣（今屬湖北省赤壁市）知縣。貶寧夏左屯衛經歷司經歷，嘉靖十六年（1537年）升任山西高平縣知縣。

## 家族
曾祖吳海；祖父吳從禮，曾任壽官；父吳大用，曾任壽官。母夏氏；繼母王氏。具庆下。